# Arthroplea bipunctata
Arthroplea bipunctata är en dagsländeart som först beskrevs av Mcdunnough 1924.  Arthroplea bipunctata ingår i släktet Arthroplea och familjen Arthropleidae. Inga underarter finns listade i Catalogue of Life.